# Georg Leonhardi
Georg Leonhardi (* 10. Dezember 1807 in Schwanden; † 4. Mai 1884 in Poschiavo; heimatberechtigt in Filisur) war ein Schweizer reformierter Pfarrer.

## Leben
Der in Schwanden im Kanton Glarus am 10. Dezember 1807 geborene Georg Leonhardi studierte Theologie an der Universität Basel und wurde in Ilanz am 20. Juni 1830 in die evangelisch-rätische Synode aufgenommen. Damit erhielt er die Berechtigung, in Graubünden als Pfarrer tätig zu sein; so übernahm er zunächst die Gemeinde in Saas im Prättigau. Sieben Jahre danach übernahm er die Pfarrstelle in Castasegna, die er bis 1840 innehielt; in diesem Jahr wechselte er nämlich nach Azmoos. Nach sechs Jahren dortiger Tätigkeit kehrte er nach Graubünden zurück und übernahm die Pfarrstelle in Poschiavo, um 1855 nach Brusio zu wechseln. Die dortige Stelle übte er bis zum Jahr 1883 aus. Im Folgejahr verstarb er am 4. Mai.

## Werke (Auswahl)
- Rhätische Sitten und Gebräuche. Bruchstücke aus ungedruckten Reisebeschreibungen. St. Gallen 1844.
- Christian Gutmann oder: Bleibe im Land und nähre dich redlich / Undank ist der Welt Lohn. Zwei Erzählungen. St. Gallen 1848.
- Vierteljahrsschrift für das reformirte Bündnervolk 1.-3. Jahrgang. Chur 1849–1851.
- Das Poschiavino-Thal. Bilder aus der Natur und dem Volksleben. Ein Beitrag zur Kenntnis der italienischen Schweiz. Leipzig 1859.
- Ritter Johann von Guler von Weineck. Lebensbild eines Rhätiers aus dem siebenzehnten Jahrhundert. Bern 1863.